# Chytranthus
Genre
Synonymes
- Glossolepis Gilg, 1897[1],[2]

Chytranthus est un genre de plantes à fleurs de la famille des Sapindaceae. Il comprend 32 espèces d'arbres et arbustes toutes originaires d'Afrique tropicale.

## Taxonomie
Le genre est décrit par le naturaliste britannique Joseph Dalton Hooker en 1862, dans son ouvrage (la) Genera Plantarum ad exemplaria imprimis in herbariis Kewensibus, vol. 1 (lire en ligne), p. 403.
Selon Plants of the World online (POWO) (10 mars 2021) et Catalogue of Life (10 mars 2021), le genre Glossolepis fait partie de Chytranthus.

## Description

### Appareil végétatif
Ce sont des arbres ou des arbustes, en général dioïques, à port de palmier. Les feuilles sont grandes, pétiolées, paripennées, 4-10-juguées, en rosette au sommet de la tige.

### Appareil reproducteur
Les inflorescences sont en général caulinaires, souvent à la base même du tronc, en faux épis de cymules ; les bractées ne dépassent pas les fleurs, qui sont zygomorphes. Le calice est subglobuleux ou ovoïde, parfois turbiné, à cinq dents ou cinq lobes ; il y a 4 ou 5 pétales, dépassant peu le calice, brièvement onguiculés, à limbe oblong ou ovale, souvent denticulé, à écaille arrondie ou à deux lobes, présentant à la face externe une ligule ou deux appendices subulés. Le disque est asymétrique, unilatéral, glabre ; les étamines sont sept ou huit pour Chytranthus ou 12 à 15 pour Glossolepsis, en faisceau excentrique, aussi longues que les pétales dans les fleurs mâles, réduites dans les fleurs femelles, à filet cilié et anthère basifixe introrse, parfois glanduleuse ; l'ovaire des fleurs femelles possède 3 ou 6-8 carpelles et un ovule, velu. Le style est robuste et le stigmate à peine lobé.
Les fruits sont indéhiscents, parfois volumineux, charnus, à sillons et côtes plus ou moins marqués, ces dernières parfois aliformes et peu charnues. Les graines sont plus ou moins allongées et comprimées latéralement ; les cotylédons sont à réserves amylacées.

## Répartition
Ce genre a pour aire de répartition l'Afrique tropicale surtout occidentale, comptant 32 espèces en partie mal connues et insuffisamment caractérisées, dont huit au Congo.

## Liste des espèces
Selon Plants of the World online (POWO) (10 mars 2021)
- Chytranthus angustifolius Exell
- Chytranthus atroviolaceus Baker f. ex Hutch. & Dalziel
- Chytranthus calophyllus Radlk. ex Engl.
- Chytranthus carneus Radlk.
- Chytranthus cauliflorus (Hutch. & Dalziel) Wickens
- Chytranthus dasystachys Gilg ex Engl.
- Chytranthus dinklagei Gilg ex Engl.
- Chytranthus edulis Pierre
- Chytranthus ellipticus Hutch. & Dalziel
- Chytranthus flavoviridis Radlk. ex Engl.
- Chytranthus gilletii De Wild.
- Chytranthus imenoensis Pellegr.
- Chytranthus klaineanus Radlk. ex Engl.
- Chytranthus ledermannii Gilg ex Radlk.
- Chytranthus longibracteatus F.G.Davies
- Chytranthus macrobotrys (Gilg) Exell & Mendonça
- Chytranthus macrophyllus Gilg
- Chytranthus mannii Benth. & Hook.f.
- Chytranthus micranthus Gilg ex Radlk.
- Chytranthus mortehanii (De Wild.) De Voldere ex Hauman
- Chytranthus obliquinervis Radlk. ex Engl.
- Chytranthus prieurianus Baill.
- Chytranthus punctatus Radlk.
- Chytranthus setosus Radlk.
- Chytranthus sexlocularis Radlk.
- Chytranthus stenophyllus Gilg
- Chytranthus strigosus Radlk. ex Engl.
- Chytranthus subvilliger Radlk.
- Chytranthus talbotii (Baker f.) Keay
- Chytranthus verecundus N.Hallé & Ake Assi
- Chytranthus welwitschii Exell
- Chytranthus xanthophyllus Radlk. ex Engl.